# Castello di Luc'k
Il castello di Luc'k (in ucraino Луцький замок, Luc'kij zamok), noto anche come castello di Ljubart (Замок Любарта, Zamok Ljubarta) o castello superiore (Верхній замок , Verchnij zamok), è un castello situato a Luc'k, in Ucraina, costruito nel XIV secolo e voluto dal re Liubartas (Lubart), figlio di Gediminas, ultimo sovrano della Galizia-Volinia.

## Descrizione
È uno dei monumenti più importante di Luc'k e compare sulla banconota da 200 grivna.

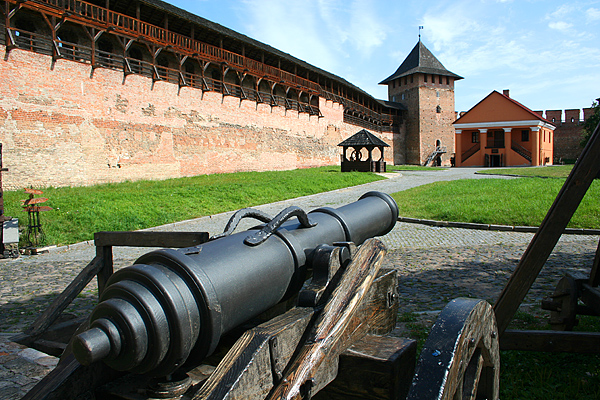

L'attuale castello, situato vicino al fiume Styr, fu costruito nel 1340, sebbene alcune parti delle mura fossero già esistenti. Ha respinto gli assedi di numerosi re, tra cui Casimiro il Grande (1349), Ladislao II Jagellone (1431) e Sigismund Kęstutaitis (1436). Fu qui che ebbe luogo il congresso di Luc'k del 1429, cui parteciparono l'imperatore Sigismondo di Lussemburgo, Basilio II di Russia, Ladislao II Jagellone, Vitoldo il Grande, il voivoda di Valacchia e altri sovrani ed esponenti politici.

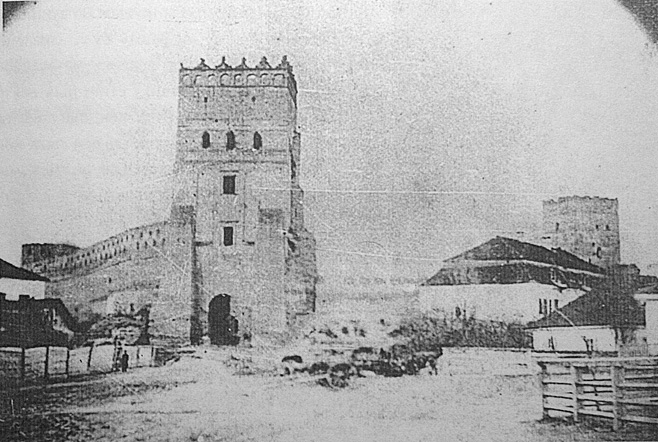
Il castello in un'immagine del 1866

Durante il lungo regno di Vitoldo, fu ulteriormente fortificato per difendersi dall'artiglieria e dai colpi di cannone. L'entrata principale, ora murata, era posta a ovest ed era accessibile con un ponte che dava su un fossato. Nel corso del XVI e XVII secolo furono costruite tre torri, chiamate "Liubartas", "Švitrigaila" (entrambe in onore dei principi lituani) e "Vescovo".
All'interno delle mura del castello c'erano tre edifici: la Cattedrale di San Giovanni, un palazzo dei granduchi e un palazzo episcopale; di questi edifici, rimane solo il palazzo neoclassico dei vescovi.
Il 2 luglio 1941, 1 160 ebrei furono assassinati all'interno delle mura del castello.